# Museum für zeitgenössische Kunst in Belgrad
Das Museum für zeitgenössische Kunst in Belgrad (serbisch Музеј савремене уметности Muzej savremene umetnosti) sammelt, bewahrt, analysiert und stellt aus  jugoslawische und serbische Kunst von 1900 bis heute.

## Geschichte

### Moderne Galerie
Mit der Arbeit begann das Museum für zeitgenössische Kunst im Jahr 1958,  als mit dem Akt des Kulturrates des Volksausschusses der Stadt Belgrad die Entscheidung getroffen wurde, eine Moderne Galerie zu gründen. Die Institution hatte die Aufgabe, die Entwicklung der jugoslawischen und serbischen modernen und zeitgenössischen Kunst des 20. Jahrhunderts zu verfolgen. Der Gründer und der erste Direktor der Modernen Galerie und später das Museum für zeitgenössische Kunst, die 1959 mit der Arbeit begann, war Miodrag B. Protić, Maler, Theoretiker und Kunstkritiker. Im selben Jahr entschied der Exekutivrat der Republik Serbien, dass für die Zwecke der Modernen Galerie, ein Gebäude, das den modernen museumswissenschaftlichen Prinzipien gerecht wird. Dafür bestimmten sie den Standort in Neu-Belgrad an der Mündung des Flusses Sava, gegenüber der Belgrader Festung. Zugleich wurde der Wettbewerb für die Entwurfsplanung ausgeschrieben. Der Wettbewerb wurde im Jahr 1960 beendet und die ausgewählten Autoren waren der Architekt Ivan Antić (1923–2006) und die Architektin Ivanka Raspopović (1930–2015). Das Gebäude des Museums für zeitgenössische Kunst wurde von 1960 bis 1965 gebaut. Zum Kulturgut-Kulturdenkmal wurde es im Jahr 1987 ernannt.

### Architektur
Das neue Gebäude des Museums für zeitgenössische Kunst ist eines der wichtigsten Errungenschaften der jugoslawischen Nachkriegsarchitektur und ein wichtiges Beispiel für Museumsbauten im ehemaligen Jugoslawien. Die Architektur des Museums zeugt von der Verflechtung verschiedener Einflüsse, künstlerischer und kultureller Tendenzen und sozialer und wirtschaftlicher Kräfte. Es wurde als ein Gebäude einzigartiger räumlicher Zusammensetzung konzipiert, das eine einzigartigen Ausstellungsraum ohne innere Trennwände bildet, unterteilt in mehrere Ebenen. Im Inneren stellen die kaskadenförmige Mezzanine und Zwischenebenen einen originellen Beitrag der räumlichen Lösung. So wurde dem Besucher ermöglicht, sich leichter im Raum zu bewegen. Es wurden Räume mit verschiedenen Deckenhöhen geschaffen und der Innenraum wurde durch aufeinanderfolgende Panoramablick auf die Umgebung weiter angereichert.  Das Äußere des Gebäudes dominiert die Form der abgeschrägten doppelstöckigen sechs Würfel mit gleichem Höhenwinkel des Daches. Die Würfel sind in Bezug auf den rechteckigen Boden in einem Winkel von 45 Grad gedreht. Durch diese Drehung und diagonalen Schnitt der Würfelspitzen entstand ein spezifischer kristallförmiger Eindruck. Durch die Verglasung der abgeschrägten Dachflächen kommt genügend Tageslicht in den Ausstellungsraum. Die Fassade des unteren Parallelepipeds ist meist transparent, während die Wände des Würfels meist ausgefüllt sind, mit einer Fassade aus weißem Venčac-Marmor.  Dadurch wurde weitgehend die Entmaterialisierung der unteren Etagen erzielt und ein allgemeiner Eindruck von Leichtigkeit des Gebäudes erreicht.
Das Gebäude des Museums für zeitgenössische Kunst mit seinen hervorragenden gestalterischen Qualitäten, einzigartigen Form, die Zufriedenstellung der funktionalen Anforderungen und qualitative Anpassung in die natürliche Umgebung zählen zu den klassischen Werken der serbischen Architektur im Allgemeinen. Ein weiteres wichtiges Element, um seinen architektonischen Wert zu verstehen, ist die Tatsache, dass dies das erste zweckmäßig gebaute Museumsgebäude in Belgrad ist. Die Autoren des Museumsgebäudes wurden mit der Oktober Auszeichnung der Stadt Belgrad für Architektur im Jahr 1965 geehrt. Der Architekt Ivan Antić gewann auch  die Sedmojulska (Siebter Juli)-Auszeichnung für sein Lebenswerk im Jahr 1969 und die große Architekturauszeichnung SAS im Jahr  1984, in dessen Erläuterung besonders der Wert des Entwurfs des Museums für zeitgenössische Kunst hervorgehoben wurde. Dieses Werk ermöglichte dem Autor die Mitgliedschaft in SANU im Jahr 1976.

### Museum für zeitgenössische Kunst
Der Rat der Modernen Galerie, hat im Jahr 1965 den neuen Namen Museum für zeitgenössische Kunst, das im selben Jahr am 20. Oktober öffnete, verabschiedet. Zum Leiter wurde sein Initiator und Gründer Miodrag B. Protić ernannt.
Das Grundkonzept und Physiognomie des Museums für zeitgenössische Kunst in Belgrad gestaltete Miodrag B. Protić. Aus diesem Grund verbrachte er von 1953 bis 1954 und 1957 Zeit in Paris aber besonders bedeutend war sein Studienaufenthalt  in  New York im Jahr 1963, wo er im Detail die Organisation, Struktur und Aufstellung des Museum of Modern Art studierte, dessen Direktor Alfred Hamilton Barr war, ein Schriftsteller und Professor, der Gründer der modernen Museumswissenschaft. Anhand dieser Erkenntnisse und seiner Erfahrungen, konzipierte Protić des Belgraderen Museum für zeitgenössische Kunst, eine Sammlung von Gemälden, Skulpturen, Grafiken und Zeichnungen und die Abteilung für künstlerischer Dokumentation. Ein Studio für Konservierung und Restaurierung wurde auch gegründet.
Seit 1974 gibt es im Museum ein Zentrum für visuelle Kultur und Information (als Teil des Bildungsprogramms) und nach 2001 wurde eine Abteilung für Design und Multimedia und ein Kinderklub gegründet.

## Sammlungen
- Gemäldesammlung von 1900 bis 1945
- Gemäldesammlung nach 1945
- Skulpturensammlung
- Sammlung von Grafiken und Zeichnungen
- Sammlung neuer künstlerischen Medien (Fotografie, Film, Video, etc.)

## Galerien und Vermächtnisse
Als separate Institutionen bestehen:
- Salon des Museums für zeitgenössische Kunst
- Galerie Petra Dobrovića
- Galerie-Vermächtnis von Milica Zorić und Rodoljib Čolaković
- Galerie Patar Lubarda (seit 1980)

Und innerhalb des Museums sind „Stiftung Dr. Nadežde und Dr. Lazar Ristić“, „Vermächtnis Marko, Šiva und Mara Ristić“, „Vermächtnis Rastislava Tabaković“, „Vermächtnis Ana Čolak Antić“, „Vermächtnis Zlata und Vasko Pragelja“, „Vermächtnis Vane Živadinović Bor“, „Vermächtnis Miodrag B. Protić“, „Vermächtnis Ksenija Divjak“, „VermächtnisMilan Dedinac und Ramila Bunuševac-Dedinac“, „VermächtnisKsenija Ilijević“.

## Tätigkeiten

### Ausstellungen
Das Museum der zeitgenössischen Kunst hat zahlreiche Studien und retrospektive Ausstellung der serbischen und jugoslawischen Künstler durchgeführt. Seine wichtigsten Tätigkeiten waren in der Ausgabe von „Jugoslawische Kunst des zwanzigsten Jahrhunderts“:
- 1967 Drittes Jahrzehnt – konstruktive Malerei
- 1969 Surrealismus und Sozial Kunst 1929–1950
- 1971 Viertes Jahrzehnt – Expressionismus der Farbe und des poetischen Realismus 1930–1940
- 1972 Serbische Architektur 1900–1970
- 1973 Anfänge der modernen jugoslawischen Malerei 1900–1920
- 1975 Jugoslawische Skulptur 1870–1950
- 1978 Jugoslawische Grafiken 1900–1950
- 1980 Jugoslawische Malerei des sechsten Jahrzehnts
- 1985–1986 Jugoslawische Grafiken 1950–1980

Das Museum hat eine große Retrospektive der serbischen und jugoslawischen Künstler organisiert, darunter sind: Sava Šumanović,  Ivan Tabaković, Petar Lubarda,  Nadežda Petrović,  Marko Čelebonović,  Krsto Hegedušić,  Ljubo Ivančić, Gabrijel Stupica, Marijo Pregelj, Jovan Bjelić, Kosta Hakman, Nedeljko Gvozdenović, Petar Dobrović, Natalija Cvetković, Peđa Milosavljević, Milena Pavlović-Barili, Zora Petrović, Milan Konjović, Lazar Vozarević, Leonid Šejka, Stojan Ćelić, Olga Jančić, Petar Omčikus, Filo Filipović, Mladen Srbinović, Olga Jevrić, Ksenija Divjak, Miodrag B. Protić, Vane Živadinović Bor, Predrag Peđa Nešković, Radomir Damnjanović Damnjan, Kosara Bokšan, Bora Iljovski, Neša Paripović, Raša Todosijević, Dušan Otašević und andere.
Im Rahmen internationaler Zusammenarbeit wurden zahlreiche Ausstellungen europäischer und weltbekannter Künstler und Künstlergruppen organisiert, wie zum Beispiel: Pablo Picasso, Joan Miró, Marcel Duchamp, Raoul Dufy, František Kupka, Paul Klee, Tàpies, Hans Hartung, Robert Smithson, Jan Dibec, Barry Flanagan, Robert Mapplethorpe, Yves Klein, Emil Nolde, Attersee, „Dada“, tschechischen Kubismus, belgischer Surrealismus, deutsche Expressionismus, „Die Brücke“, „Blaue Reiter“, „Bauhaus“, „Fluxus“, „CoBrA“, „Gutai“, englische Pop-Art, Neue amerikanische Kunst, junge britische Künstler usw.
Das Museum hat auch zwei Internationale Ausstellungen der bildenden Künste in den Jahren 1977 und 1980 organisiert.

### Verlagsarbeit
Der erste Beitrag des Museums auf dem Gebiet der Verlagsarbeit, stammen aus dem Jahr 1961, als das Ausstellungskataloge des Künstlers Nedeljko Gvozdenović  im Salon veröffentlicht wurde.  Dort wurden auch wichtigsten Informationen über seine Ausbildung und Ausstellungen des Künstlers, genau wie seine Bibliographie veröffentlicht. Diese Kataloge wurden als kleine Monographien der Künstler gedacht und um auch andere Galerien zu motivieren, einen gewissen professionellen Standard für Kataloge zu erreichen.  Obwohl man behaupten kann, dass die Kataloge des Salons Vorreiter einer modernen und professionellen Arbeit waren, die Tatsache ist auch, dass mit dem Umzug ins neue Museumsgebäude, ein Meilenstein in der Verlagsarbeit stattfand. Mit den Räumlichkeiten für die Bibliothek, Dokumentation, Fachbibliothek und Foto-Abteilung, hat die Verlagsarbeit eine neue, komplexere und wichtige Aufgaben und einen Arbeitsplan bekommen. Das Museum hat im Zeitraum von 1965 bis 2014 insgesamt 1150 Ausstellungen organisiert. Davon fanden 562 Ausstellungen im Salon des Museums statt. Weitere Ausstellungen wurden organisiert im: Museumsgebäude 316, Galerie Petar Dobrović 10, Galerie-Vermächtnis Milica Zorić und Rodoljub Čolaković 67 und der Rest in anderen Räumlichkeiten im In- und Ausland.  Das Museum ist der Herausgeber von insgesamt 782 Publikationen und der Rest der Publikationen ist weitgehend übernommen worden.
In der Verlagsbranche, neben den Katalogen, die anlässlich der großen Ausstellungen veröffentlicht wurden, ist ein weiteres wichtiges Werk die dreibändige Publikation „Ideen der serbischen Kunstkritik und Theorie 1900-1950“ aus dem Jahr 1980–1981.
In der Ausgabe von „Serbische Kritiker“ wurden folgende Bücher veröffentlicht:
- Miodrag B. Protić (Interview und Literaturverzeichnis), 1986
- Momčilo Stevanović (Studien, Experimente, Kritiken), 1988
- Lazar Trifunović I–II (Studien, Experimente, Kritiken), 1990
- Rastko Petrović (Essays, Kritiken), 1995

Im Jahr 1965 wurde die Monographie „Museum für zeitgenössische Kunst“, und dann auch im Jahr 1983 und 2005 der Museumsführer.